# Odnazjdy v Trubtjevske
Odnazjdy v Trubtjevske (russisk: Однажды в Трубчевске) er en russisk spillefilm fra 2019 af Larisa Sadilova.

## Medvirkende
- Kristina Sjnajder som Anna
- Jegor Barinov som Jegor
- Jurij Kiseljov som Jurij
- Marija Semjonova som Tamara